# قائمة علامات ضبط المصحف

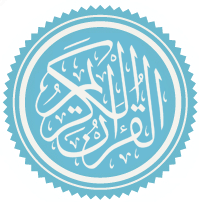

كانت المصاحف العثمانية خالية من النقط والشكل اعتمادا على الحفظ والسَّلِيقَةِ العربية السليمة، والتي لا تحتاج إلى علامات ضبط بالحركات، ولا إلى الإعجام بالنقط، والعرب في بداية عهودهم لم يكونوا يحتاجوا إلى علامات الضبط لأصالة تلك السليقة.
ولما اتسعت رقعة الدولة الإسلامية، وكَثُرَ الداخلون في الإسلام، وكانوا من العرب، ومن غيرهم، واختلط العرب بغيرهم، وضعفت الملكة العربية، والسليقة الأفصحية، ظهرت الحاجة إلى ضبط ألفاظ القرآن الكريم حفاظا على نصه من التبديل والتغيير والتحريف، فظهر هذا العلم الجليل.
ولقد مر ظهور هذا الفن بمراحل، وأول هذه المراحل حينما طلب زِيَاد والي البصرة من أَبِي الأَسْوَدِ الدُّؤَلِي أن يضع للناس علامات تدل على الحركات والسكنات، وفي زمن الخليفة عَبْدِ المَلِكِ بنِ مَرْوَان تَفَشَّى اللَّحْنُ، وَوَقَعَ الناس في التَّصْحِيفِ، فأمر الحَجَّاجُ بنُ يُوسُفَ الثَّقَفِيّ واليه على العراق أن يَتَدَارَكَ هذا الخطر الذي يداهم كتاب لفظ الجلالة عز وجل، فانْتَدَبَ الحَجَّاجُ: عَالِمَيْنِ من علماء العربية هما: نَصْرَ بنَ عَاصِمٍ، وَيَحْيَى بنُ يَعْمُر، فقاما بنقط الحروف المتشابهة في الرسم للتمييز بينها.
وفي زمن الدولة العباسية قيض لفظ الجلالة عز وجل عالم العربية وخرجتها الخَلِيلَ بنَ أَحْمَدَ الفَرَاهِيدِي للاضطِّلاَعِ بمسؤولية تَعْدِيلِ المَجْهُودَاتِ التِّي سَبَقَتْهُ لضبط حركات وشكل كلمات القرآن الكريم، فجعل النقطة التي تدل على الضم وَاوًا صغيرةً فوق الحرف، والنقطة التي تدل على الفتحة ألفا صغيرة مَبْطُوحَةً، والنقطة الدالة على الكسرة ياء صغيرة، ثم ابتكر علامة للشَّدَةِ رَأْسَ شِينٍ لِلْحَرْفِ المُشَدَّد، وللسكون رأس خاء، وجعل علامة خاصة للمد.
وفي القرن الثالث الهجري ابْتُكِرَتْ عَلاَمَاتٌ مُمَيِّزَةً، فجعل للحرف المشدد علامة كَالقَوْس، ولألف المد جَرَّة فوقها، أو تحتها، أو وسطها على حسب ما قبلها من فتحة أو ضمة أو كسرة، ثم تدرج العلماء بعد ذلك وأخذوا يُحَسِّنُونَ في هذه العلامات وَتطْوِيرِهَا، وابْتِكَارِ كل ما من شأنه أن يضبط الكلمات القرآنية ويحفظها، حتى وضعوا رموزا خاصة برؤوس الآي، وعلامات الوقف، وعلامة السجدات، وعلامات تَقْسِيم المُصْحَفِ إلى أَجْزَاءٍ وَأَحْزَابٍ مناع القطان؛ فقد قُسِّمَ المُصْحَفُ إلى ثَلاَثِينَ جُزْءا، ثُمَّ قَسَّمُوا الجُزْءَ إِلى حِزْبَيْنِ، وَقَسَّمُوا الحِزْبَ إِلى أَرْبَعَةِ أَرْبَاع.
وكان أول من أمر بذلك المَأْمُونُ العَبَّاسِيُّ، وقد كانوا يَضَعُونَ ثَلاَثَ نِقَاطٍ عند انتهاء الآية، وكانوا يضعون لفظ: «خمس آيات» عند انقضاء خمس آيات، ولفظ «عشر آيات» عند انتهاء عشر آيات، وهكذا يعيدون لفظ العشرة عند تكرار العد.
ولقد كان هذا التقسيم لتسهيل حفظ القرآن الكريم خاصة للسور الطِّوَال.

## علامات ضبط المصحف
| رمز اليونيكود | العلامة | اسم العلامة                               | معناها                                                                    |
| ------------- | ------- | ----------------------------------------- | ------------------------------------------------------------------------- |
| 06D6          | ۖ        | ربطة صاد مع لام مع ألف مقصورة صغيرة فوقية | تفيد بأن الوصل أولى مع جواز الوقف                                         |
| 06D7          | ۗ        | ربطة قاف مع لام مع ألف مقصورة صغيرة فوقية | تفيد بأن الوقف أولى مع جواز الوصل                                         |
| 06D8          | ۘ        | شكل ميم صغيرة فوقية بدئي                  | تفيد لزوم الوقف                                                           |
| 06D9          | ۙ        | لام-ألف صغيرة فوقية                       | تفيد النهي عن الوقف                                                       |
| 06DA          | ۚ        | جيم صغيرة فوقية                           | تفيد جواز الوقف                                                           |
| 06DB          | ۛ        | ثلاث نقط صغيرة فوقية                      | تفيد جواز الوقف في أحد الموضعين وليس في كليهما، وهو ما يسمى بوقف المعانقة |
| 06DC          | ۜ        | سين صغيرة فوقية                           | إذا وقعت السين أعلى الصاد، فهي للدلالة على وجوب النطق بالسين بدل الصاد    |
| 06E3          | ۣ        | سين صغيرة تحتية                           | إذا وضعت السين أسفل الصاد؛ فهي للدلالة على وجوب النطق بالصاد بدل السين    |
| 06DF          | ۟        | صفر مستدير صغير فوقي                      | للدلالة على زيادة الحرف وعدم النُّطق به مُطلقًا                               |
| 06E0          | ۠        | صفر مستطيل قائم صغير فوقي                 | للدلالة على زيادة الحرف وعدم النطق به حين الوصل فقط                       |
| 06E1          | ۡ        | رأس خاء صغير فوقي بلا نقطة                | للدلالة على سكون الحرف                                                    |
| 06E2          | ۢ        | شكل ميم صغيرة فوقية معزول                 | للدلالة على وجوب الإقلاب                                                  |
| 06E4          | ۤ        | مدة صغيرة فوقية                           | للدلالة على وجود مد فوق مقدار المد الطبيعي                                |
| 06E5          | ۥ       | واو صغيرة                                 | إذا وقعت الواو مفردة صغيرة، دل ذلك على وجوب النطق بها كأنها كبيرة         |
| 06E6          | ۦ       | ياء صغيرة                                 | إذا وقعت الياء مفردة صغيرة، دل ذلك على وجوب النطق بها كأنها كبيرة         |
| 06E7          | ۧ        | ياء صغيرة                                 | إذا وقعت الياء مفردة صغيرة، دل ذلك على وجوب النطق بها كأنها كبيرة         |
| 06E8          | ۨ        | نون صغيرة فوقية                           | إذا وقعت النون مفردة صغيرة، دل ذلك على وجوب النطق بها                     |
| 06EA          | ۪        | نقطة معينة تحتية خالية الوسط              | للدلالة على الإمالة                                                       |
| 06EB          | ۫        | نقطة معينة فوقية خالية الوسط              | للدلالة على الإشمام                                                       |
| 06EC          | ۬        | نقطة مستديرة فوقية مليئة الوسط            | للدلالة على التسهيل                                                       |
| 06ED          | ۭ        | ميم صغيرة تحتية                           |                                                                           |
| 06E9          | ۩       | موضع سجدة                                 | للدلالة على موضع سجود، أما كلمة وجوب السجود فقد وضع فوقها خط              |
| 06DD          | ۝        | نهاية آية                                 | للدلالة على نهاية الآية ورقمها                                            |
| 06DE          | ۞       | بداية ربع حزب                             | للدلالة على بداية الأجزاء والأحزاب وأنصافها وأرباعها                      |
| 064B          | ً        | تنوين الفتح المتراكب                      | للدلالة على إظهار التنوين                                                 |
| 064C          | ٌ        | تنوين الضم المتراكب                       | للدلالة على إظهار التنوين                                                 |
| 064D          | ٍ        | تنوين الكسر المتراكب                      | للدلالة على إظهار التنوين                                                 |
| 0652          | ْ        | علامة السكون                              | للدلالة على سكون الحرف (في المصاحف المغربية فقط)                          |
| 08F0          | ࣰ        | تنوين الفتح المتتابع                      | للدلالة على إدغام التنوين أو إخفائه                                       |
| 08F1          | ࣱ        | تنوين الضم المتتابع                       | للدلالة على إدغام التنوين أو إخفائه                                       |
| 08F2          | ࣲ        | تنوين الكسر المتتابع                      | للدلالة على إدغام التنوين أو إخفائه                                       |
| 064E          | َ        | فتحة                                      |                                                                           |
| 064F          | ُ        | ضمة                                       |                                                                           |
| 0650          | ِ        | كسرة                                      |                                                                           |

- العلامات الخاصة بالوقف والوصل.